# Климентовичі

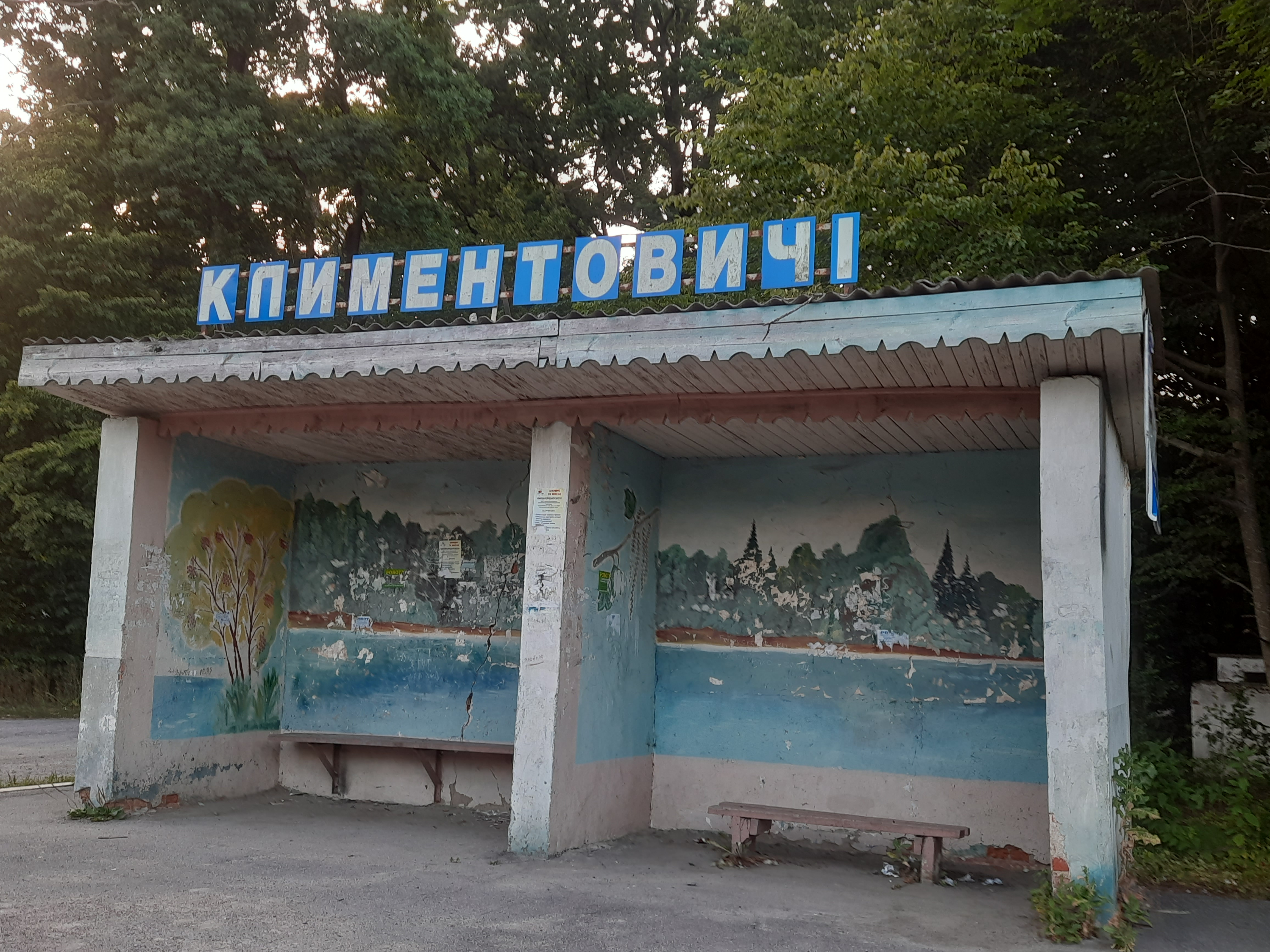
Автобусна зупинка неподалік села

Климе́нтовичі — село в Україні, у Судилківській сільській територіальній громаді Шепетівського району Хмельницької області.
Населення села становить 368 осіб (2007).

## Географія
Климентовичі розташовані на річці Цвітосі, на автодорозі Шепетівка — Звягель. Біля села розташована Шепетівська виправна колонія, в'язні якої працюють на місцевому Малоновоселицькому гранітному кар'єрі. На північ від села починається автодорога на село Корчик.

## Герб
Сім дзвоників – сім перших сімей, що поклали початок селу. В анкеті сказано, що біля села росте багато дзвоників. Червона геральдична лілія – Климентина, на честь якої названо село.

## Історія
У 1906 році село Шепетівської волості Ізяславського повіту Волинської губернії. Відстань від повітового міста 23 верст, від волості 8. Дворів 23, мешканців 198.

## Населення

### Мова
Розподіл населення за рідною мовою за даними перепису 2001 року:
| Мова       | Відсоток |
| ---------- | -------- |
| українська | 98,91%   |
| російська  | 0,82%    |
| румунська  | 0,28%    |